# Euryarthrum rubati
Euryarthrum rubati är en skalbaggsart som beskrevs av Fuchs 1966. Euryarthrum rubati ingår i släktet Euryarthrum och familjen långhorningar. Inga underarter finns listade i Catalogue of Life.